# North Bay/Jack Garland Airport
North Bay/Jack Garland Airport är en flygplats i Kanada.   Den ligger i Nipissing District och provinsen Ontario, i den sydöstra delen av landet, 300 km väster om huvudstaden Ottawa. North Bay/Jack Garland Airport ligger 370 meter över havet.
Terrängen runt North Bay/Jack Garland Airport är huvudsakligen lite kuperad. North Bay/Jack Garland Airport ligger uppe på en höjd. Närmaste större samhälle är North Bay, 6,1 km sydväst om North Bay/Jack Garland Airport. 
I omgivningarna runt North Bay/Jack Garland Airport växer i huvudsak blandskog. Runt North Bay/Jack Garland Airport är det ganska tätbefolkat, med 160 invånare per kvadratkilometer.